# Мелано, Лукас
Лукас Мелано (исп. Lucas Santiago Melano; родился 1 марта 1993 года в Кордове, Аргентина) — аргентинский футболист.

## Клубная карьера
Мелано — воспитанник футбольной академии клуба «Бельграно». 18 марта 2012 года в матче против «Индепендьенте» он дебютировал в аргентинской Примере. 16 июня в поединке против «Банфилда» Лукас сделал «дубль» и помог своей команде одержать победу. В сезоне Апертуры 2012/13 Агустин стал основным нападающий «Бельгано», приняв участие во всех 19 матчах турнира. В матчах нового сезона против «Ривер Плейта» и «Индепендьенте» голы Мелано помогли его команде одержать важные победы.
Летом 2013 года Лукас перешёл в «Ланус». Сумма трансфера составила 1,5 млн евро. 4 августа в поединке против «Бельграно» он дебютировал за новую команду. 13 сентября в матче против «Аргентинос Хуниорс» Мелано забил свой первый гол за «Ланус».
17 июля 2015 года Лукас перешёл в клуб MLS «Портленд Тимберс», подписав контракт по правилу назначенного игрока. Сумма трансфера составила $5 млн. Срок контракта — четыре года (с опцией продления ещё на один год). Зарплата игрока — около $1 млн в год. В главной лиге США он дебютировал 25 июля в матче против «Далласа», заменив во втором тайме Родни Уолласа. 21 августа в поединке против «Хьюстон Динамо» Мелано забил свой первый гол за «дровосеков». 29 ноября в ответном матче финала Западной конференции против «Далласа» Лукас забил гол. 6 декабря в финале сезона против «Коламбус Крю» он отдал передачу на победный гол Родни Уолласа и помог «Портленд Тимберс» впервые в истории выиграть Кубок MLS. 9 января 2017 года Мелано на правах аренды вернулся в «Бельграно».
Летом 2017 года Лукас был отдан в аренду в «Эстудиантес». 29 августа в матче против «Арсенала» из Саранди он дебютировал за новую команду. В этом же поединке Мелано забил свой первый гол за «Эстудиантес».
9 августа 2018 года Мелано вернулся в «Портленд Тимберс». 16 июля 2019 года Мелано расторг контракт с «Портленд Тимберс» по взаимному согласию сторон.
26 июля 2019 года Мелано вернулся в Аргентину, подписав контракт с «Атлетико Тукуман».
11 февраля 2021 года Мелано присоединился к «Сан-Лоренсо».
В 2022 году он присоединился к чилийскому клубу «Универсидад Католика», но в июле того же года клуб и Мелано расторгли контракт по взаимному согласию.
31 августа 2022 года было подтверждено, что Мелано присоединился к «Ньюэллс Олд Бойз», подписав однолетний контракт.
В 2023 году Мелано подписал двухлетний контракт с «Нефтчи». Он принял участие в 12 официальных матчах за клуб. 29 августа 2024 года «Нефтчи» расторг контракт с Мелано по взаимному согласию, и он получил статус свободного агента.

## Международная карьера
В 2013 году Мелано в составе молодёжной сборной Аргентины принял участие в домашнем молодёжном чемпионате Южной Америки. На турнире он сыграл в матчах против сборных Чили, Парагвая и Боливии.

## Достижения
Командные
 «Ланус»
- Обладатель Южноамериканского кубка — 2013

 «Портленд Тимберс»
- Обладатель Кубка MLS — 2015